# Anders Westenius
Anders Göran Westenius, även känd som Lill-Anders, född den 26 augusti 1953, död den 10 juli 2006, var en svensk journalist. Han var medgrundare och journalist på Motorcykelmagasinet (MCM) och aktiv inom den svenska motorcykelkulturen under bland annat 1980-talet.
Mest känd var han som motorjournalist och för sitt engagemang för svensk mc-kultur, samt för den artikel han publicerade i MCM 1989 med titeln "Vi är hotade inifrån" där han öppet varnade för och motsatte sig att mc-klubbarna på 1980-talet i allt större omfattning anammade det som kallas 1 %-kultur eller outlaw-kultur, och att de antog den så kallade "Sverigemodellen".
Efter att artikeln publicerades misshandlades Westenius svårt av fyra män med slagträn. Fyra medlemmar i mc-klubben Dirty Dräggels greps och anhölls för misshandeln mot sitt nekande men släpptes senare i brist på bevis. Westenius återhämtade sig aldrig från denna misshandel och avled 2006 i sviterna av den. Han gravsattes i minneslunden på Skogskyrkogården i Stockholm.